# Мирное (Черкасская область)
Мирное (укр. Мирне; до 2016 года — Жовтневое, укр. Жовтневе) — посёлок в Чернобаевском районе Черкасской области Украины.
Население по переписи 2001 года составляло 400 человек. Почтовый индекс — 19955. Телефонный код — 4739.

## Местный совет
19954, Черкасская обл., Чернобаевский р-н, с. Старый Коврай, ул. Парковая, 1